# 파트릭 루스트
파트릭 루스트(네덜란드어: Patrick Roest, 네덜란드어 발음: [ˈpɛtrɪk rust], 1995년 12월 7일~)는 네덜란드의 스피드스케이팅 선수이다. 올림픽에 2회(2018, 2022) 참가하여 은메달 3개, 동메달 1개를 획득했으며, 세계 올라운드 선수권 대회에서 3번 우승을 차지했다.